# Санта-Марія-дей-Міраколі (Венеція)
Церква Санта-Марія-дей-Міраколі (італ. Santa Maria dei Miracoli) — церква у Венеції в районі Каннареджо.
Була побудована між 1481 і 1489 роками для образу Діви Марії, що володіє чудотворною силою.
Архітекторами церкви були П'єтро Ломбардо та його сини.
Фасад і інтер'єр прикрашені різьбленням і мозаїкою з різнокольорового мармуру.